# Charles Ball
Pour les articles homonymes, voir Ball.
Charles Ball (1780,?), de son vrai nom Charles Gross, était un esclave afro-américain du Maryland puis marron américain. Il est surtout connu pour son récit autobiographique The Life and Adventures of Charles Ball, paru en 1837.

## Une vie d'esclave
Charles Ball est né esclave dans le comté de Calvert dans le Maryland vers 1780. Il a environ quatre ans lorsque son propriétaire meurt. Pour régler les dettes, sa mère, plusieurs frères et sœurs et lui-même sont vendus à différents acheteurs. Le premier souvenir d'enfance qu'il relate dans son livre est celui de sa séparation brutale d'avec sa mère par l'acheteur : "Jeune comme je l'étais, les horreurs de ce jour se sont profondément enfoncées dans mon cœur, et même aujourd'hui, bien qu'un demi-siècle se soit écoulé, les terreurs de cette scène reviennent avec une douloureuse vivacité dans ma mémoire".
Par voie d'héritage, de vente et même à la suite d'un procès, il est transmis à différents propriétaires d'esclaves. Pendant deux ans, à partir du 1er janvier d'une année inconnue autour de 1800, il est engagé comme cuisinier sur la frégate USS Congress lancée en 1799. Il épouse ensuite Judah. Lorsque son fils aîné a 4 ans, il est vendu à un planteur de coton de Caroline du Sud, séparé ainsi de sa femme et de ses enfants qui ont dû rester avec leur propriétaire dans le Maryland.
En septembre 1806, il est offert en cadeau à la fille de son propriétaire qui vient de se marier et doit déménager en Géorgie dans une nouvelle plantation. Peu de temps après, à la suite de la mort soudaine du nouveau mari, la plantation, ainsi que les esclaves, sont loués à un autre propriétaire d'esclaves, avec lequel il établit une relation de confiance mutuelle. Il devient chef de la nouvelle plantation, mais souffre de la haine de la femme de son maître. En 1809, alors que son maître mourant est déjà trop faible pour intervenir, il est cruellement fouetté par cette femme et son frère. Il prépare alors son évasion, qu'il met en pratique après la mort de son maître. Voyageant de nuit pour éviter les patrouilles, s'orientant grâce aux étoiles et à sa mémoire manifestement excellente, souffrant terriblement de la faim et du froid, n'osant parler à personne, il retourne auprès de sa femme et de ses enfants au début de l'année 1810. 